# Angubahita nigrens
Angubahita nigrens är en insektsart som beskrevs av Delong 1984. Angubahita nigrens ingår i släktet Angubahita och familjen dvärgstritar. Inga underarter finns listade i Catalogue of Life.